# Валчелеле (Калараш)
Валчелеле (рум. Vâlcelele) насеље је у Румунији у округу Калараш у општини Валчелеле. Oпштина се налази на надморској висини од 42 m.

## Становништво
Према подацима из 2011. године у насељу је живело 1434 становника.